# Domenico Cumino
Domenico Cumino (Andezeno, 29 ottobre 1837 – Biella, 29 giugno 1901) è stato un vescovo cattolico italiano.

## Biografia
Nacque il 29 ottobre 1837 ad Andezeno.
Il 15 gennaio 1886 fu nominato vescovo di Biella da papa Leone XIII. Ricevette la consacrazione episcopale il 16 maggio seguente dal cardinale Gaetano Alimonda, arcivescovo metropolita di Torino.
Morì il 29 giugno 1901 a Biella all'età di 63 anni.

## Genealogia episcopale
La genealogia episcopale è:
- Cardinale Scipione Rebiba
- Cardinale Giulio Antonio Santori
- Cardinale Girolamo Bernerio, O.P.
- Arcivescovo Galeazzo Sanvitale
- Cardinale Ludovico Ludovisi
- Cardinale Luigi Caetani
- Cardinale Ulderico Carpegna
- Cardinale Paluzzo Paluzzi Altieri degli Albertoni
- Papa Benedetto XIII
- Papa Benedetto XIV
- Cardinale Enrico Enriquez
- Arcivescovo Manuel Quintano Bonifaz
- Cardinale Buenaventura Córdoba Espinosa de la Cerda
- Cardinale Giuseppe Maria Doria Pamphilj
- Papa Pio VIII
- Papa Pio IX
- Cardinale Gustav Adolf von Hohenlohe-Schillingsfürst
- Arcivescovo Salvatore Magnasco
- Cardinale Gaetano Alimonda
- Vescovo Domenico Cumino